# Peristera (ö)
Peristera (grekiska: Περιστέρα) är en ö i Grekland. Den ligger i ögruppen Sporaderna, strax öster om ön Alonnisos, och tillhör regionen Thessalien, i den östra delen av landet, 140 km norr om huvudstaden Aten. Arean är 16,2 kvadratkilometer.